# Cikelat
Cikelat is een bestuurslaag in het regentschap Sukabumi van de provincie West-Java, Indonesië. Cikelat telt 8382 inwoners (volkstelling 2010).